# Legends Tour 2012
De Legends Tour 2012 was het dertiende seizoen van de Legends Tour. Er stonden zeven toernooien op de kalender.

## Kalender
| Datum | Datum | Toernooi                                     | Stad                   | Winnaar        | Score | Score | Info                                                                     |
| ----- | ----- | -------------------------------------------- | ---------------------- | -------------- | ----- | ----- | ------------------------------------------------------------------------ |
| 28-04 | 29-04 | Walgreens Charity Classic                    | Sun City West, Arizona | Rosie Jones    | 139   | –5    |                                                                          |
| 21-06 | 24-06 | Hannaford Community Challenge                | Portland, Maine        | Sherri Turner  | 138   | –6    |                                                                          |
| 16-07 | 18-07 | Judson Collegiate & Legends Pro-Am Challenge | Atlanta, Georgia       | Alicia Dibos   | 68    | –3    |                                                                          |
| 29-07 | 29-07 | LPGA Legends Swing for the Cure              | Seattle, Washington    | Nancy Scranton | 71    | –2    |                                                                          |
| 12-08 | 12-08 | Wendy's Charity Challenge                    | Jackson, Michigan      | Barb Mucha po  | 70    | –2    |                                                                          |
| 03-11 | 04-11 | Handa Cup                                    | Rye, New Hampshire     | Team USA       | 24-24 | 24-24 | Verliezer: World Team (landcompetitie) Gelijkspel, USA verlengt de titel |
| 10-11 | 11-11 | Legends Tour Open Championship               | Palm Harbor, Florida   | Laura Davies   | 141   | –5    |                                                                          |

| Major |  | po = winnares na play-off |

## Trivia
- Op 19 september werd er de BJ's Charity Pro-Am georganiseerd. Het was een golfwedstrijd voor Pro-Ams en een inzamelactie voor goede doelen.

2000 ·
2001 ·
2002 ·
2003 ·
2004 ·
2005 ·
2006 ·
2007 ·
2008 ·
2009 ·
2010 ·
2011 ·
2012 ·
2013 ·
2014 ·
2015